# Chiesa di Sant'Anna (Foggia)

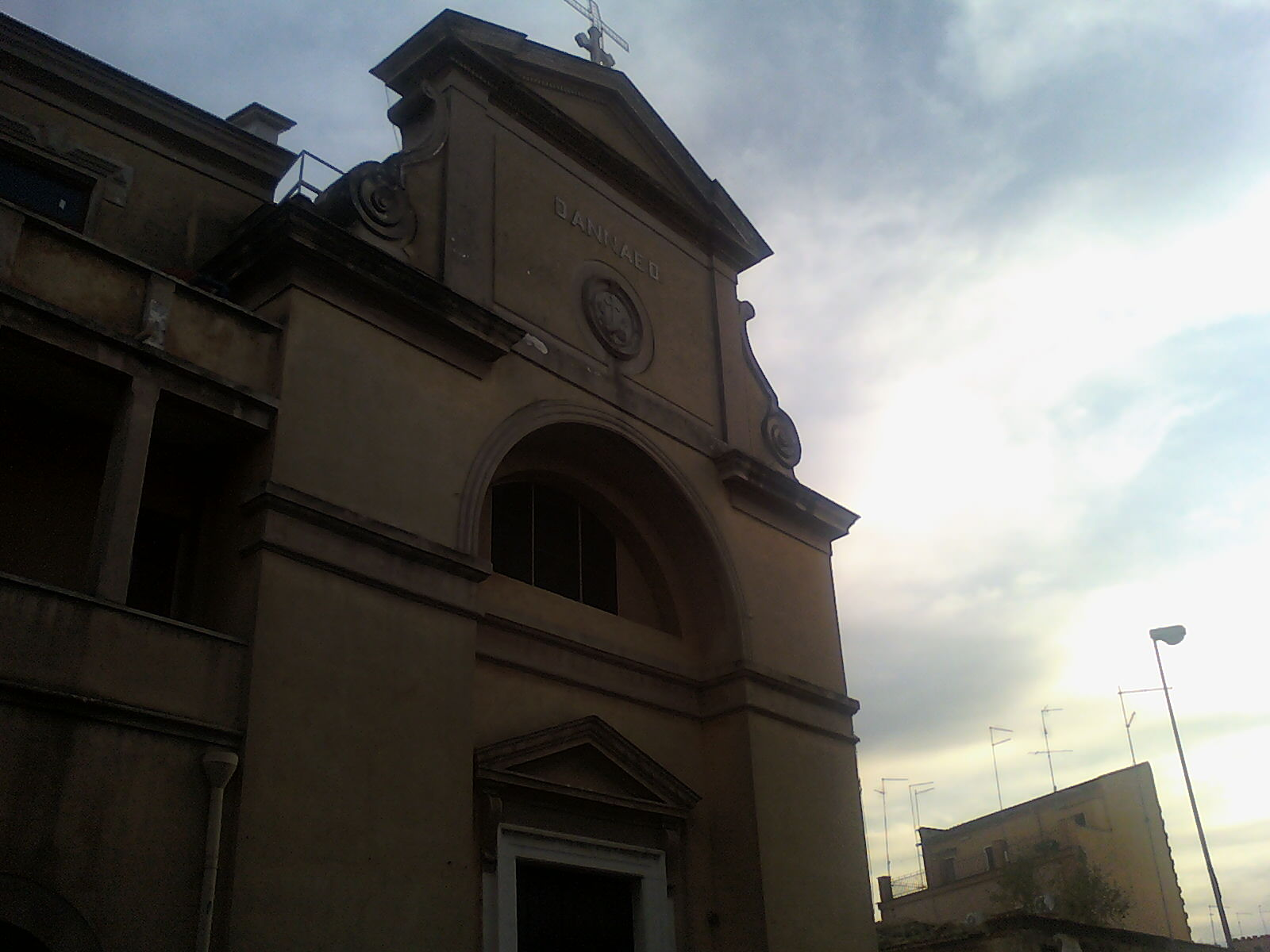
Chiesa di Sant'Anna

La chiesa di Sant'Anna è una chiesa di Foggia risalente al XIX secolo.
La chiesa venne aperta al culto nel 1891, costruita per opera dei padri cappuccini che nel 1882 fecero ritorno in Foggia e non poterono stabilirsi nel soppresso convento di Santa Maria di Costantinopoli. Si stabilirono quindi nel popoloso quartiere delle Croci in una casa che trasformarono in convento e a fianco alla quale, con il concorso del "terrazzani", edificarono la chiesa di Sant'Anna. In questo convento, nel 1916, soggiornò Padre Pio. La Chiesa, dal prospetto classicheggiante, ha l'interno ad una sola navata, con una cappella sul lato sinistro. Sull'altare maggiore la statua lignea di Sant'Anna, proveniente dalla vecchia chiesa, così come, probabilmente il pregevole Crocifisso.